# 福建红螯蛛
福建红螯蛛（学名：Chiracanthium fujianensis）为管巢蛛科红螯蛛属的动物。其种加词“fujianensis”意为“福建的”。在中国大陆，分布于福建等地。该物种的模式产地在福建。